# Tensja
Tensja – w geologii oznacza siły rozciągające działające w skorupie ziemskiej (naprężenie), których skutkiem jest ekstensja: odkształcenie ośrodka mające charakter rozciągnięcia.
Skutkiem działania tensji jest powstawanie m.in. rowów tektonicznych, ryftów lub uskoków normalnych. Siły te działają przeciwnie do sił kompresji, wywołujących skrócenie ośrodka (np. fałdowanie).